# Жалобний потяг

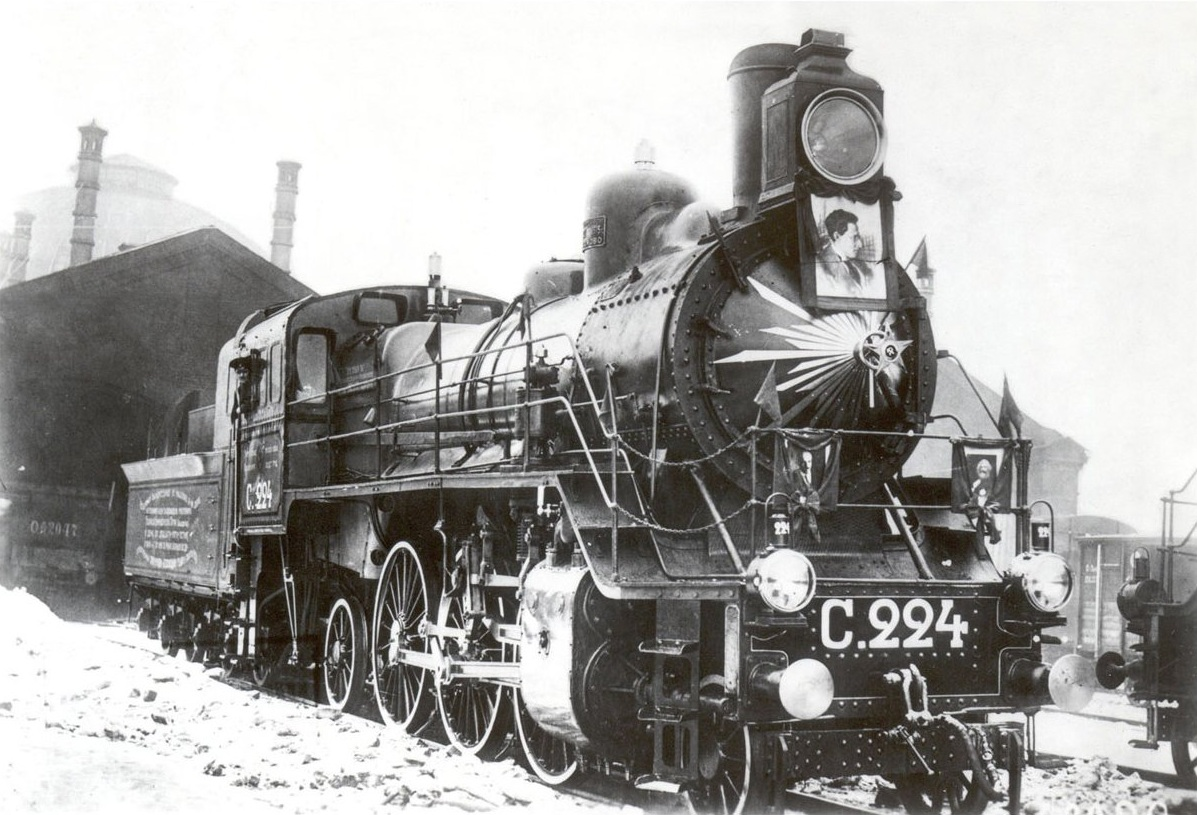
Жалобний поїзд М. С. Урицького (Паровоз З 224)

Жалобний поїзд (або похоронний поїзд) — особливий тип залізничного складу, який служить для доставки тіл померлих до місця поховання. Існували похоронні залізничні лінії, що обслуговують лише доставку тіл і прощаються до місць поховань на віддалені від міст цвинтарі (наприклад, у Санкт-Петербурзі, Лондоні, Мельбурні та Сіднеї).

## Санкт-Петербург
На станції «Преображенська» (нині Обухово) існувала спеціальна покійницька платформа для доставки похоронних процесій на Преображенський цвинтар (нині «Пам'яті жертв 9 січня»).

## Лондон
У Лондоні існувала спеціальна похоронна залізнична лінія London Necropolis Railway, яка доставляла тіла покійних і прощаються на Бруквудський цвинтар.

## Іменні поїзди
Хоча для державного похорону використовують переважно катафалки та лафети, використання жалобних поїздів досить поширене.
Так, у Великій Британії в поїздах перевозилися тіла королів Едуарда VII та Георга VI. З прем'єр-міністрів подібної честі удостоївся лише Вінстон Черчілль.
Жалобні потяги використовувалися на похоронах американських президентів Авраама Лінкольна, Франкліна Рузвельта, Дуайта Ейзенхауера та Джорджа Буша, канадських прем'єр-міністрів Джона Макдональда, Джона Діфенбейкера та П'єра Трюдо.

У СРСР поїзд використовували при похороні Леніна (прямував від платформи Герасимівська до Павелецького вокзалу, згодом музеєфікований), а також М. Урицького.

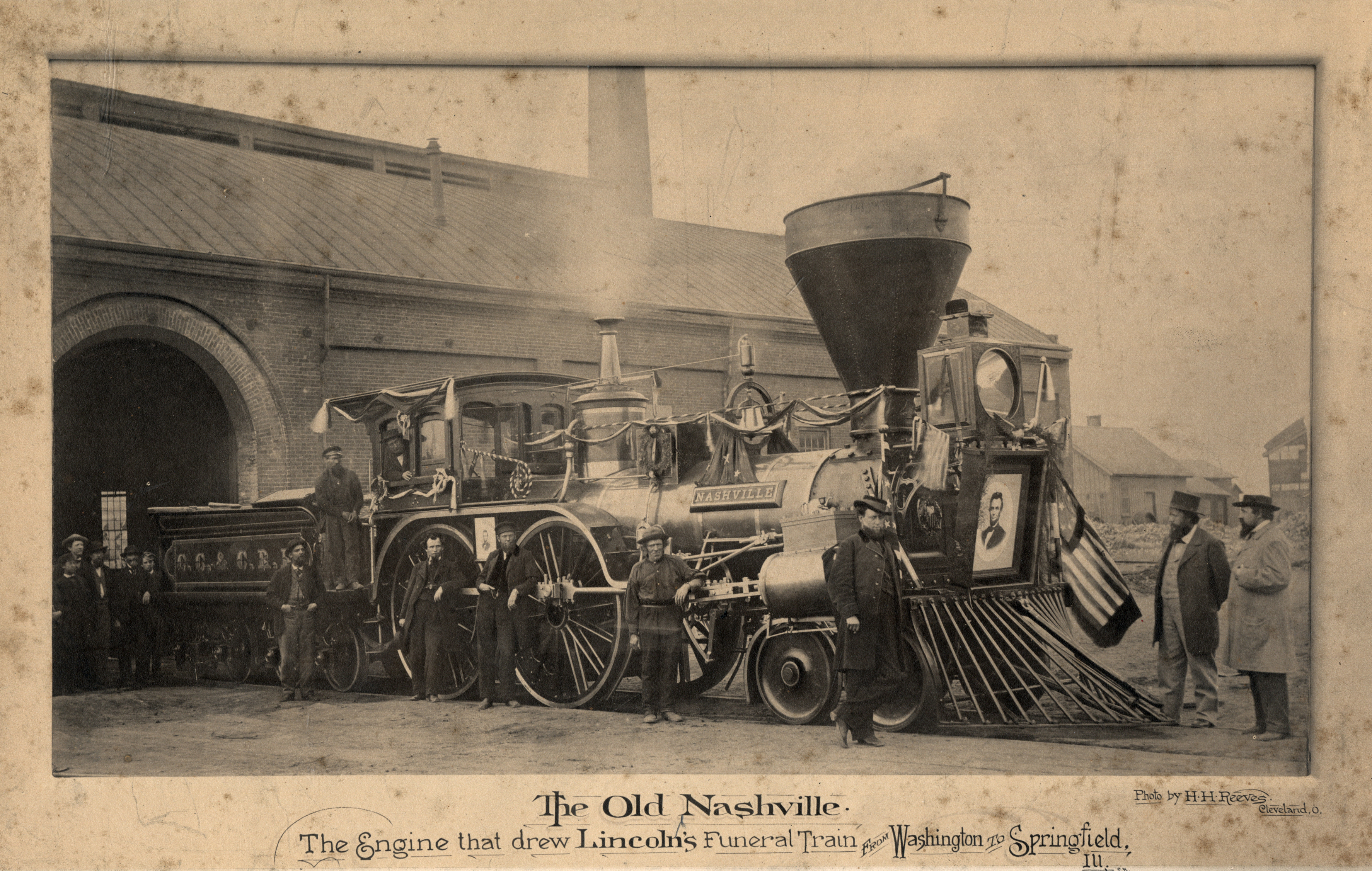
Поїзд Лінкольна (паровоз найбільш імовірно Вільям Мейсон)
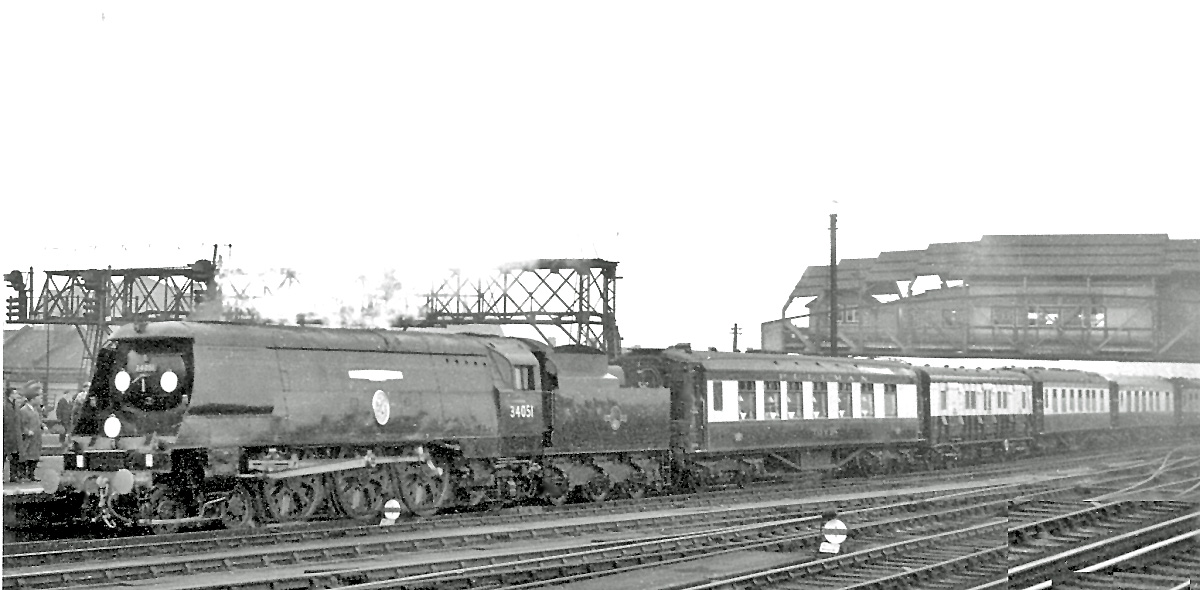
Потяг Черчілля
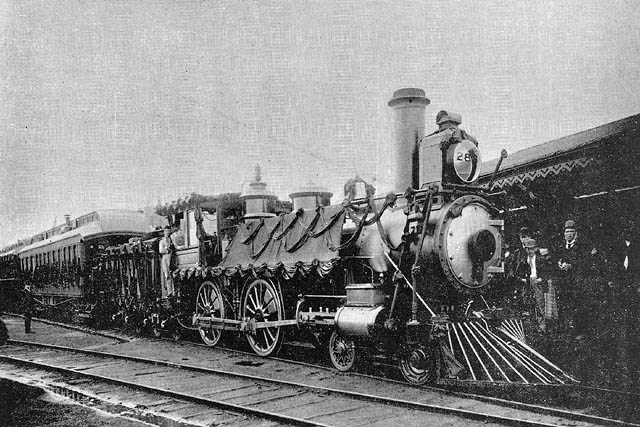
Поїзд Макдональда